# Мебрекур-Ришкур
Мебреку́р-Ришку́р (фр. Mesbrecourt-Richecourt) — коммуна во Франции, находится в регионе Пикардия. Департамент коммуны — Эна. Входит в состав кантона Марль. Округ коммуны — Лан.
Код INSEE коммуны — 02480.

## Население
Население коммуны на 2010 год составляло 298 человек.
| 1962 | 1968 | 1975 | 1982 | 1990 | 1999 | 2010 |
| ---- | ---- | ---- | ---- | ---- | ---- | ---- |
| 335  | 363  | 317  | 348  | 354  | 289  | 298  |

## Экономика
В 2010 году среди 202 человек трудоспособного возраста (15—64 лет) 152 были экономически активными, 50 — неактивными (показатель активности — 75,2 %, в 1999 году было 72,0 %). Из 152 активных жителей работали 136 человек (76 мужчин и 60 женщин), безработных было 16 (13 мужчин и 3 женщины). Среди 50 неактивных 13 человек были учениками или студентами, 23 — пенсионерами, 14 были неактивными по другим причинам.